# Croft (Lincolnshire)
Croft è un villaggio e parrocchia civile dell'Inghilterra, appartenente alla contea del Lincolnshire.